# Bácagán járás
Bácagán járás (mongol nyelven: Баацагаан сум) Mongólia Bajanhongor tartományának egyik járása. Területe 7400 km². Népessége kb. 3400 fő.
Székhelye Bajanszajr (Баянсайр), mely 125 km-re délnyugatra fekszik Bajanhongor tartományi székhelytől.